# Can Uğur Öğüt
Can Uğur Öğüt (Malatya, 23 gennaio 1992) è un cestista turco.